# ProjeKcts
ProjeKcts je souhrnné označení pro vedlejší projekty rockové skupiny King Crimson fungující postupně od roku 1997. Obsazení jednotlivých ProjeKctů se měnilo, jediným stálým členem byl kytarista Robert Fripp. Právě jej napadla myšlenka „fraKtalizace“ skupiny během období druhé poloviny 90. let 20. století, kdy King Crimson měli potíže s tvorbou nového materiálu. Improvizované ProjeKcty sestávající z různých členů skupiny tvořily nové skladby, z některých z nich poté vznikl nový repertoár King Crimson.
Většina vystoupení byla nahrávána a je k dispozici ke stažení na DGMLive.com.

## ProjeKcty

### ProjeKct One
První ProjeKct existoval během čtyř vystoupení v londýnském klubu Jazz Café ve dnech 1. až 4. prosince 1997. Původní představa bubeníka Billa Bruforda o několika improvizovaných vystoupeních s Robertem Frippem se změnila v ProjeKct One, jehož členy byly dvě třetiny tehdejších King Crimson.
Diskografie
- Live at the Jazz Café (1998) – kompilační živé album, též jako součást box setu The ProjeKcts (1999)
- Jazz Café Suite (2003) – kompilační živé album v rámci King Crimson Collector's Club

Sestava
- Robert Fripp – kytara
- Trey Gunn – Warr guitar
- Tony Levin – baskytara, Chapman Stick, syntezátor
- Bill Bruford – bicí, perkuse

### ProjeKct Two
Ačkoliv ProjeKct One byl první co se týče plánování, jako první se dočkal realizace ProjeKct Two, pod jehož hlavičkou nahrála část členů King Crimson v listopadu 1997 studiové album Space Groove. To vzniklo při několikadenní improvizované studiové session, kdy se Adrian Belew, jinak kytarista King Crimson, posadil za soupravu elektronických bicích. ProjeKct Two od února do července 1998 také koncertoval, celkem 35 vystoupení uspořádal v USA, Japonsku, Spojeném království a Kanadě.
Diskografie
- Space Groove (1998) – studiové dvojalbum
- Live Groove (1999) – kompilační živé album, též jako součást box setu The ProjeKcts (1999)
- Live in Northampton, MA (2001) – živé album v rámci King Crimson Collector's Club
- Live in Chicago, IL (2006) – živé album v rámci King Crimson Collector's Club

Sestava
- Robert Fripp – kytara
- Trey Gunn – Warr guitar, kytarový syntezátor
- Adrian Belew – elektronické bicí

### ProjeKct Three
Třetí, chronologicky však poslední ProjeKct 90. let odehrál celkem pět koncertů mezi 21. a 25. březnem 1999 v Austinu a Dallasu. Pod hlavičkou ProjeKctu Three vystoupili King Crimson ještě 3. března 2003 v Alexandrii. Tímto improvizovaným vystoupením byl nahrazen koncert celé skupiny, neboť Adrian Belew byl nemocný.
Diskografie
- Masque (1999) – kompilační živé album, též jako součást box setu The ProjeKcts (1999)
- Live in Austin, TX (2004) – živé album v rámci King Crimson Collector's Club
- Live in Alexandria, VA (2007) – živé album v rámci King Crimson Collector's Club

Sestava
- Robert Fripp – kytara
- Trey Gunn – Warr guitar
- Pat Mastelotto – bicí

### ProjeKct Four
ProjeKct Four fungoval v rámci sedmi koncertů v USA a Kanadě mezi 23. říjnem a 2. listopadem 1998. Vystoupení obsahovala jak nový materiál, tak skladby, které vznikly v rámci předchozích ProjeKctů.
Diskografie
- Live in San Francisco (1998) – živé album v rámci King Crimson Collector's Club
- West Coast Live (1999) – kompilační živé album, též jako součást box setu The ProjeKcts (1999)

Sestava
- Robert Fripp – kytara
- Trey Gunn – Warr guitar
- Tony Levin – baskytara, Chapman Stick
- Pat Mastelotto – bicí

### ProjeKct X
Pod hlavičkou ProjeKctu X vydali King Crimson další materiál nahraný během tvorby alba The ConstruKction of Light. Pro vydání byl různě zremixován a sestříhán, nad čímž dohlíželi především Mastelotto a Gunn (na rozdíl od tvorby King Crimson, jejíž směr určovali hlavně Fripp a Belew). Skupina jako taková nikdy živě nehrála.
Diskografie
- Heaven and Earth (2000) – studiové album

Sestava
- Robert Fripp – kytara
- Adrian Belew – kytara, elektronické bicí
- Trey Gunn – Warr guitar
- Pat Mastelotto – elektronické perkuse, elektronické smyčky

### ProjeKct Six
Jako ProjeKct Six vystoupila dvojice Fripp – Belew na čtyřech amerických koncertech mezi 5. a 8. říjnem 2006 v roli předkapely Porcupine Tree.
Diskografie
- East Coast Live (2006) – kompilační živé album

Sestava
- Robert Fripp – kytara
- Adrian Belew – elektronické bicí

### Jakszyk, Fripp and Collins – A King Crimson ProjeKct
ProjeKct Jakszyk, Fripp and Collins stejnojmenných hudebníků a doplněný o další členy King Crimson nahrál jedno studiové album. Sám Robert Fripp označuje toto seskupení jako ProjeKct Seven.
Diskografie
- A Scarcity of Miracles (2011) – studiové album

Sestava
- Robert Fripp – kytara
- Jakko Jakszyk – kytara, klávesy, zpěv
- Mel Collins – saxofon, flétna

### The Crimson ProjeKCt
The Crimson ProjeKCt, jediný ProjeKct bez Roberta Frippa, vznikl koncertním spojením skupin Stick Men a Adrian Belew Power Trio, které společně hrály již na podzim 2011 pod označením „Two of a Perfect Trio“. V první části koncertu vystoupili samostatně Stick Men, poté samostatně Adrian Belew Power Trio a zbytek vystoupení odehráli všichni společně. V repertoáru měli skladby King Crimson hrané na koncertech v letech 1994–1996.
Na jaře 2012, na Frippův návrh, přijali název The Crimson ProjeKCt a během léta téhož roku hráli jako předkapela na americkém turné Dream Theater. V březnu 2013 odehráli několik vystoupení v Japonsku a během roku 2014 koncertovali také v Austrálii, na Novém Zélandu a v Evropě. Poté aktivní činnost tohoto ProjeKCtu skončila.
Diskografie
- Official Bootleg Live 2012 (2013) – oficiální kompilační živý bootleg
- Official Bootleg Limited Edition (Live Recorded At Club Citta' On Mar.15.2013) (2013) – oficiální živý bootleg
- Official Bootleg Limited Edition (Live Recorded At Club Citta' On Mar.16.2013) (2013) – oficiální živý bootleg
- Official Bootleg Limited Edition (Live Recorded At Club Citta' On Mar.17.2013) (2013) – oficiální živý bootleg
- Live in Tokyo (2014) – kompilační živé album

Sestava
- Adrian Belew – kytara, zpěv
- Tony Levin – baskytara, Chapman Stick
- Pat Mastelotto – akustické a elektronické bicí a perkuse
- Markus Reuter – Touch guitar, Soundscapes
- Julie Slick – baskytara
- Tobias Ralph – akustické bicí

## Hromadná diskografie
- The ProjeKcts (1999) – box set sestávající z alb Live at the Jazz Café (P1), Live Groove (P2), Masque (P3) a West Coast Live (P4)
- The Deception of the Thrush: A Beginners' Guide to ProjeKcts (1999) – jednoalbový výběr z box setu The ProjeKcts